# Subtschati-Schelfeis
Koordinaten: 67° 13′ S, 49° 5′ O
Das Subtschati-Schelfeis (russisch ледни́к зубча́тый ‚Gezahnter Gletscher‘) ist ein kleines Schelfeis an der Küste des ostantarktischen Enderbylands. Es liegt an der Südseite der Sakellari-Halbinsel am Nordufer der Khmara Bay.
Luftaufnahmen einer von 1961 bis 1962 durchgeführten sowjetischen Antarktisexpedition dienten seiner Kartierung. Die sowjetischen Kartographen nahmen auch die deskriptive Benennung vor.